# Dmitri Trush
Dmitri Trush (em russo:  Дмитрий Труш) (Severskaya, 8 de fevereiro de 1973) é um ex-ginasta russo, que competiu em provas de ginástica artística.
Trush é o detentor de uma medalha olímpica, conquistada nos Jogos de Atlanta em 1996. Na ocasião, subiu ao pódio por equipes como o medalhista de ouro, após superar as nações da China e Ucrânia.